# Alice Elizabeth Doherty
Alice Elizabeth Doherty (14. března 1887 Minneapolis – 13. července 1933 Dallas) byla Američanka, která se narodila s vzácnou tělesnou abnormalitou hypertrichosis lanuginosa.

## Životopis
Její tělo bylo po narození pokryto cca 5 cm dlouhým ochlupením. Není známo, že by touto abnormalitou byl postižen někdo z jejích příbuzných. Alice měla modré oči. Její rodiče ji od jejích dvou let vystavovali jako atrakci na trzích a poutích. Později byla komerčně prezentována svou matkou spolu s kapelou Professor Weller’s One-Man Band po celém středozápadě Spojených států. Pravidelně byla samostatně vystavována před obchody při exhibicích. Když jí bylo pět let, ochlupení na jejím těle bylo dlouhé 12 cm a v době dospívání již 22 cm. Alice nikdy neměla zájem být bavičem, ale pokračovala ve vystupování, aby uživila svou rodinu, zatímco se těšila na dobu, kdy bude moci skončit. Ačkoli je její fyzická abnormalita velice vzácná, v historii bylo ještě několik podobných případů jako byli Barbara van Becková, Fedor Jeftichew („Jo-Jo muž s psí tváří”), Stephan Bibrowski („Lionel se lví tváří”), Jesús Aceves („Vlčí muž”) a Annie Jones („Vousatá žena”).
Přestala vystupovat v roce 1915. Zemřela neznámou příčinou v Dallasu v Texasu 13. července 1933 ve věku 46 let.

## Galerie

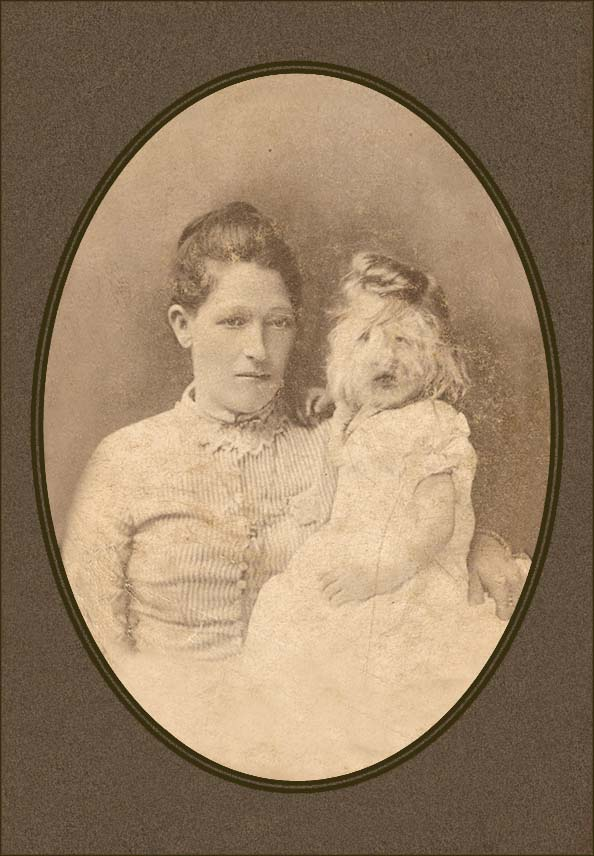
Alice s matkou
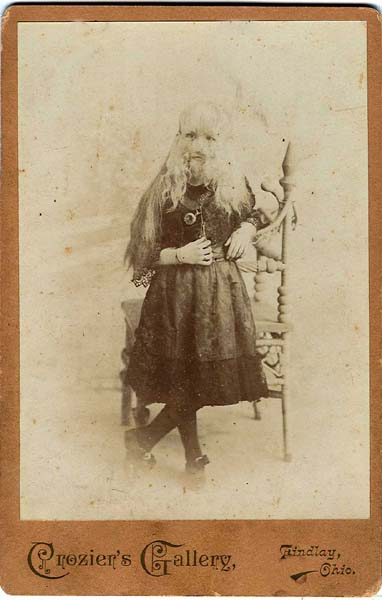
Alice v dětství
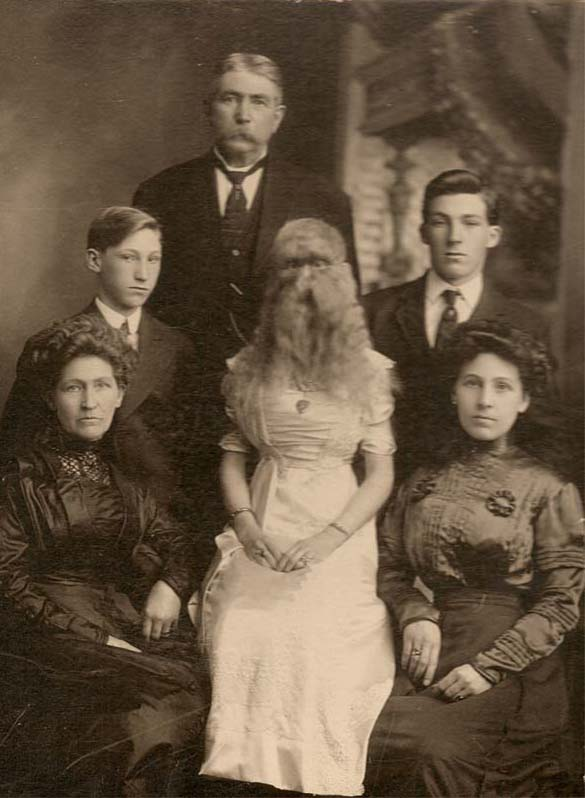
S rodinou
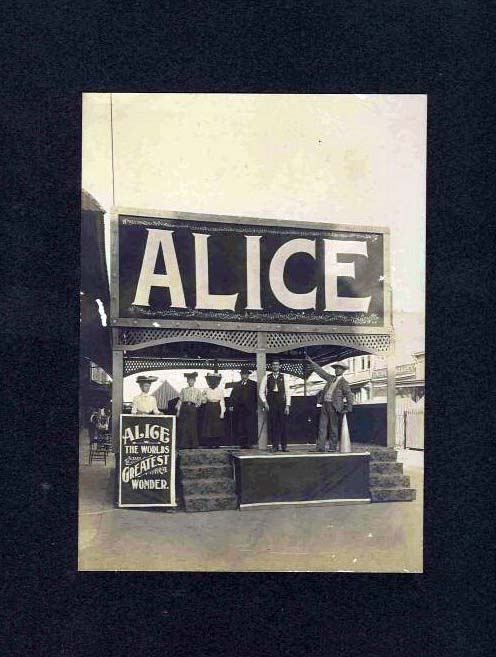
Stánek na exhibici
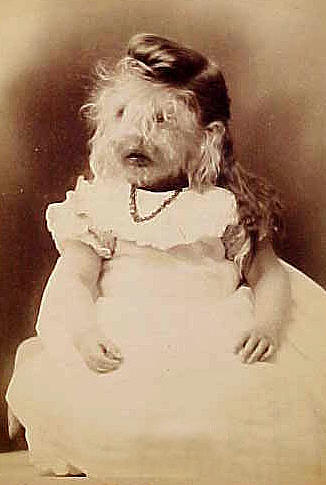
Alice v dětství